# 布丽吉特·哈特利
布丽吉特·哈特利（英語：Bridgitte Hartley，1983年7月14日—），南非女子皮划艇运动员。她曾代表南非参加2008年、2012年和2016年夏季奥林匹克运动会皮划艇比赛，其中2012年奥运会获得一枚铜牌。